# Pristotis
Pristotis és un gènere de peixos de la família dels pomacèntrids i de l'ordre dels perciformes.

## Taxonomia
- Pristotis cyanostigma (Rüppell, 1838)[1]
- Pristotis obtusirostris (Günther, 1862)[2][3][4][5][6][7][8]